# Кибра (Кировская область)
Кибра — деревня в Юрьянском районе Кировской области в составе Верховинского сельского поселения.

## География
Находится на расстоянии примерно 17 километров на запад-юго-запад от районного центра поселка Юрья.

## История
Известна с 1891 года, в 1905 году учтено дворов 13 и жителей 85, в 1926 20 и 120, в 1950 22 и 64. В 1981 году оставалось 15 человек .

## Население
Постоянное население  составляло 3 человека (русские 2, украинцы 1) в 2002 году, 2 в 2010.